# Zaguã
Zaguã ou Zaguane (em árabe: زغوان; romaniz.: Zaghwan; em francês: Zaghouan ou Zaghouane), Ziqua na Antiguidade, é uma cidade e município do nordeste da Tunísia, capital da província homónima. O município tem 13 km² de área e em 2004 tinha 16 037 habitantes (densidade: 1 233,6 hab./km²).

## Descrição
A cidade situa-se numa vertente do Jabal Zaguã e domina uma vasta planície agrícola, 55 km a sul de Tunes, 47 km a oeste de Hammamet, 64 km a oeste de Nabeul (distâncias por estrada).
Da antiga Ziqua apenas subsiste uma porta triunfal e as ruínas de um aqueduto. Zaguã é uma cidade com ruas muito íngremes, com pequenas praças de onde se avista a planície. A região é famosa pela sua água de rosas e pelas suas nascentes de água pura, que alimenta vários hamãs (termas) que são frequentadas por tunisinos e por turistas do mundo árabe. Um dos hamãs mais célebres é o da vila de Zriba, situada a 8 km de Zaguã.[carece de fontes?]
Junto à parte mais baixa da cidade encontram-se vestígios do aqueduto romano construído durante o reinado do imperador Adriano, em 122 d.C., para encaminhar água do Jabal Zaguã até Cartago, ao longo de 90 km, com um declive estudado de 0,29%. O aqueduto era abastecido pelas fontes situadas no local do chamado "Templo das Águas", erigido em honra do imperador, do qual apenas restam algumas ruínas. A maior parte das estátuas que o decoravam encontram-se em exposição no Museu Nacional do Bardo.